# 今関六也
今関 六也（いまぜき ろくや、1904年3月7日 - 1991年7月24日）は、日本の菌類学者。東京出身。

## 人物・来歴
野口次郎三の四男として生まれ、今関常次郎の養子となる。兄に野口明がいる。
1928年東京帝国大学卒業後、副手として植物病理学教室に勤務。東京大学でサルノコシカケ科の標本を整理することが、キノコ研究に進むきっかけとなった。
科学博物館勤務時代(1932-47)には、サルノコシカケ科の分類学研究を行う一方、科学博物館の基礎研究部門の発展に力を尽くした。
戦後は、農林省林業試験場で、森林保護部門の整備と拡充に貢献した。退官後は、キノコの正しい知識を一般に広めるために、啓蒙書や図鑑類を多く執筆した。
テングタケ科テングタケ属のミヤマタマゴタケ（Amanita imazekii）に献名されている。

## 著書
- 『原色きのこ 茸の採集と見分け方』 三省堂、1942年
- 『日本のキノコ』 山と溪谷社、1974年
- 『森の生命学 つねに菌とともにあり』 冬樹社 1988年6月

### 共著
- 本郷次雄『原色日本菌類図鑑』保育社、1957年
- 本郷『原色日本菌類図鑑 続』1965年
- 本郷『きのこ』保育社、1973年
- 『風流キノコ譚 菌・自然・哲学』 本多修朗（本多修郎）共著、未來社 1984年6月
- 大谷吉雄、本郷次雄『山溪カラー名鑑　日本のきのこ』山と溪谷社、1988年
  - 増補改訂新版『山溪カラー名鑑　日本のきのこ』同社、2011年